# Гуангјуен
Гуангјуен (广元) град је Кини у покрајини Сичуан. Према процени из 2009. у граду је живело 208.298 становника.

## Становништво
Према процени, у граду је 2009. живело 208.298 становника.
| 1990.   | 2000.   | 2009    |
| ------- | ------- | ------- |
| 208.141 | 213.304 | 208.298 |